# اینت‌کاعس
اینت‌کاعس (انگلیسی: Inetkaes) شاهدختی مصری از دودمان سوم بود که در دوران پادشاهی کهن زندگی می‌کرد.
اینت‌کاعس تنها فرزند شناخته‌شده‌ی فرعون جوسر و ملکه حتپ‌حورنبتی بود و نوۀ خع‌سخم‌وی و نیماعت‌حپ به‌شمار می‌آمد.
از او در کتیبه‌های مرزی که گرداگرد هرم پلکانی فرعون جوسر قرار دارند یاد شده است (این کتیبه‌ها اکنون در موزه‌های مختلف نگهداری می‌شوند) و تصویرش در یک نقش‌برجستۀ یافت‌شده در هلیوپلیس (امروزه در شهر تورین نگهداری می‌شود) دیده می‌شود. در این نقش‌برجسته، فرعون بر تخت نشسته و در کنار او چهره‌هایی کوچک‌تر از اینت‌کاعس و حتپ‌حورنبتی دیده می‌شود.